# フローラ・ペイン・ホイットニー
フローラ・ペイン・ホイットニーまたはフローラ・ホイットニー・ミラー(Flora Payne Whitney またはFlora Whitney Miller 1897年7月27日 -  1986年7月18日) はアメリカ合衆国のソーシャライト、芸術品収集家、芸術後援家。

## 生い立ち
ニューヨーク州ニューヨークで生まれ育った。父はスポーツマンでホイットニー家の相続人であるハリー・ペイン・ホイットニー、母はヴァンダービルト家の相続人であるガートルード・ヴァンダービルト・ホイットニー。ニューヨークのBrearley School に進学し、その後バージニア州ミドルバーグのFoxcroft School に進学し生涯の親友となる芸術家ケイ・セージと知り合った。
1916年8月4日、ロードアイランド州ニューポートにあるペイン・ホイットニー家のコテージ「ザ・リーフズ」で社交界デビュー。父の意に反してセオドア・ルーズベルト大統領の息子クエンティン・ルーズベルトにエスコートされた。第一次世界大戦が始まるとクエンティンはアメリカ陸軍航空部に入隊し、海外へ遠征に旅立つ前に婚約。しかし1918年7月、空中戦で亡くなったために2人は結婚することはできなかった。クエンティンが前線に従事していた際に交換したラブレターはエドワード・レネハンの書籍『The Lion's Pride 』(ニューヨーク: オックスフォード大学出版局, 1998年)に描かれている。

## 経歴
母ガートルードが資金を提供したニューヨークのホイットニー美術館で母と共に勤務。母の没後、1941年から1966年まで館長、1966年から1974年まで会長となった。彼女の娘と孫娘は現在もこの美術館に勤務している。

## プライベート
1920年、ニューヨークのセント・バルトロマイ教会でロデリック・タワーと結婚。彼はロングアイランドのミネオラ飛行場でクエンティンと共に訓練を受けていた飛行士であった。彼は株式仲買人でもあり、ロシアおよびドイツに駐在したアメリカ大使のシャルルマーニュ・タワー・ジュニアの息子である。彼らは長女パメラ・タワー(1921年生)と長男ホイットニー・タワー(1923年)をもうけた。この結婚はタワーの飲酒や不貞によりうまくいかず1925年離婚。
曾孫にあたる、ホイットニー・タワーの娘のアレキサンドラ・タワー・ホーンブロウアー・ソーンの息子であるジョサイア・ホーンブロウアーはドキュメンタリー映画『Born Rich 』に出演した。
1927年、エジプトのカイロでジョージ・マカロック・ミラー3世と再婚。彼はUnited Hospital Fund の前身の創設者ジョージ・マカロック・ミラーの孫。今回の結婚は長く幸せに満ち、フローラ(1928年生)、レヴレット(1931年生)をもうけた。
1986年、逝去。